# Бутко, Пётр Климентьевич

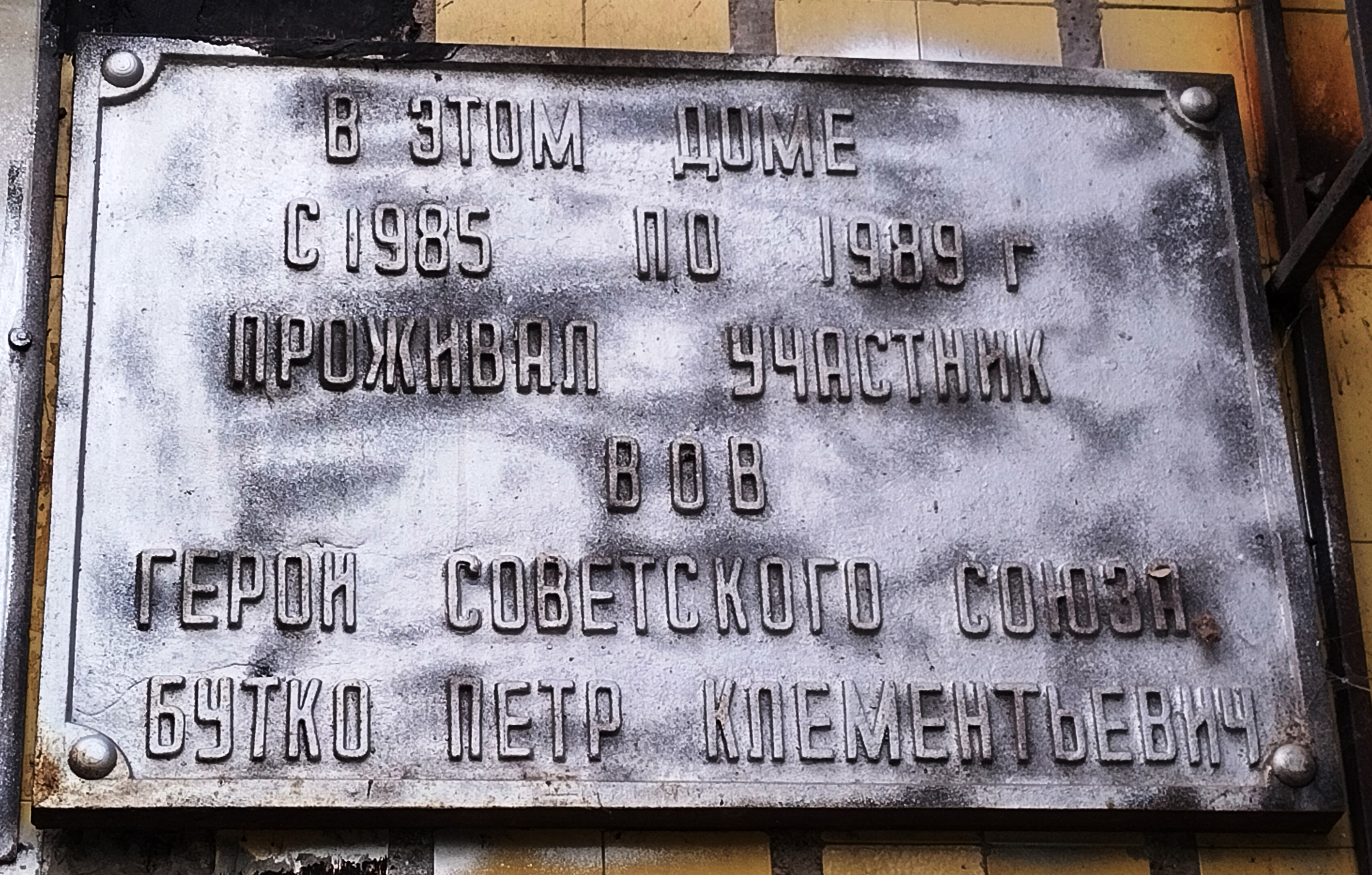
Мемориальная доска Герою Советского Союза Петру Бутко

Бутко Пётр Клементьевич (11 сентября 1923, Екатеринослав — 8 октября 1989, Днепропетровск) — комсорг батальона 1010-го стрелкового полка 266-й стрелковой дивизии, лейтенант. Герой Советского Союза (1946).

## Биография
Родился в семье рабочего, украинец.
Окончил 8-летнюю железнодорожную школу. До войны работал слесарем на заводе в городе Барнаул Алтайского края.
В Красной армии с марта 1941 года. В действующей армии с марта 1942 года. Был разведчиком. В 1944 году окончил армейские курсы комсоргов батальонов и полков. Участвовал в Сталинградской битве, освобождении Украины, форсировании Одера, штурме Берлина.
В наградном листе на присвоение звания Героя Советского Союза отмечалось:

25.04.1945 г. в бою при овладении железнодорожной станцией Варшадер в Берлине с углового дома противник вёл сильный ружейно-пулемётный огонь и забрасывал фаустами, не давая возможности продвигаться нашей пехоте. Тов. Бутко и сержант Иванченко, захватив с собой трёх бойцов, пробирались через развалины, пробивая себе проходы киркой, обошли справа и броском пересекли улицу. Ворвавшись в дом, Бутко уничтожил ручного пулемётчика и четырёх автоматчиков.
Со второго этажа противник начал забрасывать гранатами. Тов. Бутко ворвался на чердак, уничтожил двух фаустников, создав возможность нашей пехоте стремительно овладеть железной дорогой ст. Варшадер. Батальон захватил при этом до 600 вагонов, 80 автомашин и прицепов, 2 вещевых склада.
28.04.1945 г. в бою за улицу Ноенфридрих-штрассе в р-не Александр Плац-Берлин, противник, перейдя в наступление превосходящими силами пехоты, угрожал отрезать наши боевые порядки.
Мл. лейтенант Бутко, в упор расстреливая перебегающих к нашему дому немцев, — уничтожил 6 человек, 3 солдата противника попытались зажечь занимаемый нами дом, тов. Бутко, заметив это и со второго этажа бросив 3 гранаты, уничтожил их.

Противник решил зажечь дом фаустом, но загоревшийся пол второго этажа тов. Бутко потушил.
Член ВКП(б) с 1949 года. До 1950 года служил в армии. До 1967 года работал контролёром ОТК Нижнеднепровского трубопрокатного завода имени Карла Либкнехта.
С 1985 по 1989 годы проживал в Днепропетровске по адресу улица Героев Гражданской войны (сейчас Марии Лисиченко), 11, на фасаде которого установлена мемориальная доска.
Умер 8 октября 1989 года в Днепропетровске.